# أتراكند
أُتَّرَاكَنْد (بالهندستانية: اُتَّراکھنڈ [ˈʊtːərɑːkʰəɳɖ])، واسمها السابق أُتَّرَنْجَل، ولاية في شمال الهند. تحدها ولاية هماجل برديش من الشمال الغربي وأتر برديش من الجنوب والجنوب الشرقي وحدود صغيرة مع هريانة من الغرب والتبت الصينية من الشمال ونيبال من الشرق. تبلغ مساحتها 53,566 كـم2 (20,682 ميل2) أي 1.6% من إجمالي مساحة الهند. عاصمتها هي دهرادون هي عاصمة الولاية وناينيتال هي العاصمة القضائية. تنقسم الولاية إلى قسمين هما: جارهوال وكوماون ينقسمان إلى 13 مقاطعة. يشكل الغطاء الحرجي 45.4% من مساحة الولاية وتبلغ المساحة الصالحة للزراعة منها 16%. النهران الرئيسيان بها هما: الغانج وجمنة النابعان من جبال المنطقة.
سكن الإنسان في أتراكند في العصور القديمة. كانت المنطقة جزءًا من مملكتي كورو وبانشال في العصر الفيدي ثم حكمتها مملكة كونيند التي نشأت بها وتأثرت المنطقة بالبوذية يدل على ذلك مراسيم أشوكا. كانت قطاعي الزراعة والطاقة الكهرومائية هما الدافع الرئيسي في لاقتصاد المنطقة تبع ذلك النمو الكبير لقطاع الخدمات القائم على السياحة والفنادق. يبلغ الناتج المحلي الإجمالي لأتراكند 2.87 لك كرور روبية هندية (48 مليار دولار أمريكي)، يمثل الولاية خمسة مقاعد في مجلس النواب وثلاثة في مجلس الشيوخ.
يُعرف سكان الولاية بالجارهوالين أو الكوماوني. يتبع أكثر من ثلاثة أرباع السكان الهندوسية يليهم المسلمون. اللغة الهندية هي الأكثر انتشارًا وهي اللغة الرسمية للولاية مع وجود لغات إقليمية مثل الجارهوالي والجونساري والكوموني. تُعرف الولاية باسم "ديفبهومي" (أي "أرض الآلهة") لأهميتها الدينية ووجود العديد من المعابد ومراكز الحج الهندوسية. تضم الولاية العديد من المعالم السياحية التاريخية والطبيعية والدينية مثل شار دهام وهاريدوار وريشيكيش وبانش كيدار وجبال الهيمالايا وسابتا بدري، وبها اثنين من مواقع التراث العالمي.

## التسمية
اسم أتراكند مشتق من السنسكريتية من كلمتي "أوتارا" (उत्तर) التي تعني "الشمال" و"كند" (खण्ड) التي تعني "القسم" أو "الجزء" أي "الأرض الشمالية". هذا الاسم مذكور في النصوص الهندوسية المقدسة القديمة وهو اسم جامع لمنطقتي "كيدارخاند" (جارهوال الحالية) و"ماناسخاند" (كومون الحالية). اسم أتراكند هو مصطلح بوراني قديم يستخدم للإشارة إلى الجزء المركزي من جبال الهيمالايا الهندية.

## التاريخ

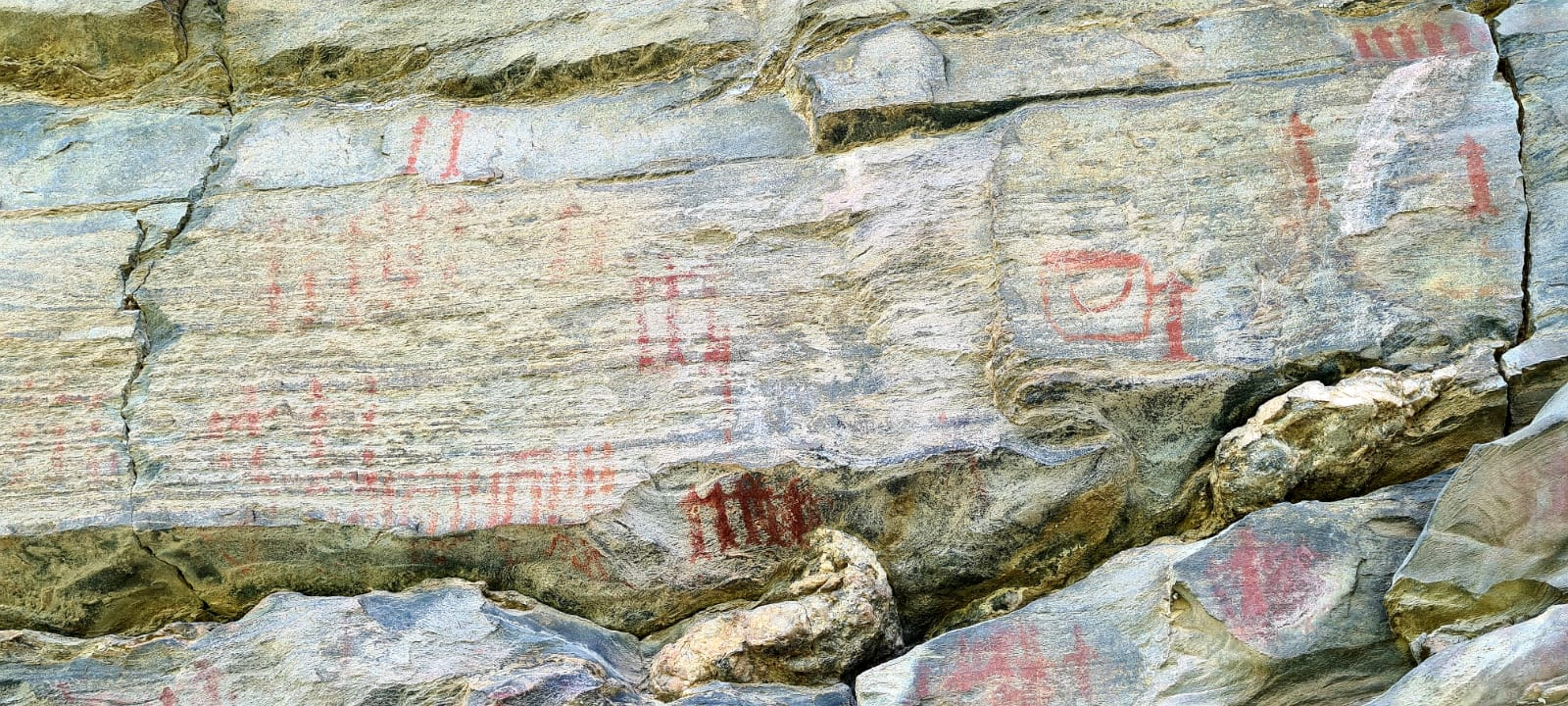
نقوش من العصر الحجري في كهوف لاخوديار في المورا

تشير الأدلة الأثرية إلى سكن البشر في المنطقة منذ العصور القديمة. كان يُعتقد سابقا أن المناخ القاسي والتضاريس الجبلية جعلت هذه الأرض قاحلة وغير مأهولة، لكن بعد العديد من الحملات الاستكشافية ودراسة الأدب القديم وأُثبت أن المنطقة سُكنت في العصر الحجري. وُجدت أدلة على مستوطنات العصر الحجري في أجزاء مختلفة من كومون وجارهوال خاصةً في كهوف لاخوديار والمورا.
كانت المنطقة جزءًا من مملكة أوتاراكورو وقت العصر الفيدي في الهند القديمة. من أولى الممالك في كومون كانت كونيندا التي ظهرت في القرن الثاني قبل الميلاد واتبعت الشيفاوية. تُظهر مرايسم أشوكا في كالسي أن البوذية ظهرت مبكرًا في هذه المنطقة. من بين من حكم المنطقة Pauravas وKhasas وKiratas وإمبراطورية ناندا والإمبراطورية الماورية والإمبراطورية الكوشانية ومملكة كونيندا وإمبراطورية جوبتا والدولة الكاركوتية وإمبراطورية بالا وسلالة غورجارا براتيهارا وKatyuris وRaikas وChands وParmars أو Panwars، Mallas وShahs.
سيطرت سلالة كاتيوري (مملكة كورمانشال) على أراضي وادي كاتيور (المعروف اليوم ببايجناث) في كومون بدرجات متفاوتة بين القرنين الرابع والرابع عشر، يُعتقد أنهم من بنوا معابد جاغشوار. يُظن أن مجموعات أخرى من الشعوب التيبتية البورمية المعروفة باسم الكيراتا استوطنت المرتفعات الشمالية وفي جيوب متفرقة في المنطقة ويُعتقد أنهم هم أسلاف شعوب بوتيا وراجي وجاد وبانراوات الحالين. قُسمت المنطقة إلى مملكتي كومون وغارهوال بعد انهيار سلالة كاتيوري.
وقت وجد مملكتي كومون وغارهوال، شهدت المنطقة تطورًا في التعليم وظهرت فيها أشكال فنية جديدة مثل كمدرسة بهاري للفنون. حكم البارمار منطقة غارهوال في العصر الحديث بعد هجرتهم إليها مع العديد من البراهمة والراجبوت من السهول. غزت مملكة نيبال ألمورا عاصمة مملكة كومون في 1791، وضمتها إلى مملكة نيبال بقيادة عمار سينغ ثابا. ستولت مملكة نيبال على مملكة غارهوال أيضا في عام 1803. تنازلت مملكة نيبال عن المنطقة لبريطانيا بعد الحرب الإنجليزية النيبالية بموجب معاهدة سوجولي.
أُعيد تأسيس مملكة غارهوال كدولة أميرية في عام 1816. ضُمت مملكة غارهوال إلى ولاية أتر برديش بعد استقلال الهند في عام 1947 وهما منطقتي جارهوال وكومون. كان اسم أترنجل هو الأشهر حتى عام 1998 عندما بدأت حركة المطالبة بإنشاء ولاية مستقلة عن أتر برديش مثل حركة أترنجل كرانتي دال. على أن مملكتي غارهوال وكوماون كانوا منافستين تقليديتين إلا أن الجغرافيا والاقتصاد والثقافة واللغة والتقاليد المترابطة والمتكاملة للمنطقتين خلقت روابط قوية بينهما، هذه الروابط شكلت هذه الروابط أساس الهوية السياسية الجديدة لأتراكند.
أبرز الأحداث خلال هذه الفترة كانت حادثة إطلاق النار في رامبور تيراها في 1 أكتوبر 1994 والتي أثارت ضجة كبيرة. صادقت الجمعية التشريعية لولاية أتر برديش والمجلس التشريعي على مشروع قانون إعادة تنظيم ولاية أتر برديش في 28 سبتمبر 1998. أصبحت أترنجل الولاية السابعة والعشرون في جمهورية الهند بعد عامين في 9 نوفمبر 2000 بموجب قانون إعادة تنظيم ولاية أوتار براديش لعام 2000 الذي أقره البرلمان الهندي.
الولاية معروفة بكونها الدافع إلى تأسيس حركة تشيبكو البيئية وغيرها من الحركات الاجتماعية. على أنها كانت في الأساس حركة من أجل العيش وليس حماية الغابات إلا أنها أصبحت ملتقى العديد من النشطاء البيئيين والاحتجاجات البيئية والحركات حول العالم وأسست للمقاومة السلمية. أثارت الحركة المجتمع المدني في الهند الذي بدأ يتناول قضايا القبائل والمهمشين حتى أن إنديا توداي ذكرت بعد ربع قرن أن نشاء حركة تشيبكو كانوا من "100 شخصية شكلت الهند". شارك في الحركة النساء القرويات، ولعبت الناشطات دورًا محوريًا في الحركة بقيادة غورا ديفي ومشاركة أخريات مثل شاندي براساد بهات وسندرلال باهوغونا وغانشيام راتوري.

## الجغرافيا

خريطة تضاريس أتراكند

تبلغ مساحة أتراكند مساحة إجمالية 53,566 كـم2 (20,682 ميل2) وتشكل الجبال 86٪ منها وتغطي الغابات 65٪ من مساحتها. يوجد في شمال الولاية قمم جبال الهيمالايا الشاهقة والأنهار الجليدية. أثار التوسع في تطوير الطرق والسكك الحديدية وغيرها من البنية التحتية المادية في الهند مخاوف بشأن القطع العشوائي للأشجار في النصف الأول من القرن التاسع عشر خصوصًا في جبال الهيمالايا. ينبع من أتراكند اثنان من أهم الأنهار في الديانة الهندوسية: نهر الغانج من نهر جانجوتري الجليدي ونهر جمنة من نهر يامونوتري الجليدي وتغذيهما بحيرات عديدة وذوبان الجليد وجداول متفرقة. هذان النهران جزء من نهر شوتا شار دهام وهو موقع حج مقدس للهندوس.
تقع أتراكند على المنحدر الجنوبي لسلسلة جبال الهيمالايا ويتغير المناخ والغطاء النباتي فيها بشكل كبير حسب الارتفاع، فتتنوع من من الأنهار الجليدية في القمم العالية إلى الغابات شبه الاستوائية في المرتفعات. توجد شجيرات جبال الألب الغربية والمروج في جبال الهيمالايا بين 3000 و5000 متر (9800 و16400 قدم). تنمو الغابات الصنوبرية المعتدلة مباشرة أسفل خط الأشجار في جبال الهيمالايا الغربية. وتنمو غابات الهيمالايا الغربية على ارتفاع يتراوح بين 3000 و2600 متر (9800 و8500 قدم). تقع غابات الصنوبر شبه الاستوائية في جبال الهيمالايا تحت ارتفاع 1500 متر (4900 قدم). تغطي الغابات المتساقطة الرطبة والسافانا والأراضي العشبية سهول الغانج السفلى على طول حدود ولاية أتر برديش في حزام يُعرف محليًا باسم بهابار. أزيلت معظم غابات الأراضي المنخفضة هذه للزراعة لكن هناك بعض جيوب الغابات.

### المناخ
تتميز أترنجل بمناخ معتدل يختلف بشكل كبير من الشمال إلى الجنوب. تترواح الظروف المناخية في الولاية بين المناخ شبه استوائي في الجنوب إلى المناخ الألبي في منطقة الهيمالايا الشمالية. يبدأ موسم الشتاء من ديسمبر إلى فبراير وهو موسم قاسي تتراوح درجات الحرارة فيه بين 5 درجات مئوية (41 درجة فهرنهايت) و20 درجة مئوية (68 درجة فهرنهايت). تنخفض درجات الحرارة أحيانًا إلى ما دون الصفر في المناطق الجبلية العالية. تعبر رياح باردة عبر أتراكند خاصة في المناطق الجبلية العالية، حاملةً معها درجات حرارة منخفضة ورطوبة مما يساهم في تساقط الثلوج الكثيف على سلاسل جبال الهيمالايا ومحطات التلال.
ترتفع درجات الحرارة تدريجياً في موسم ما قبل الرياح الموسمية أو الموسم الحار من مارس إلى مايو حتى تبلغ ذروتها بين مايو ومنتصف يونيو، تترواح الحرارة العظمى في الجنوب والوديان بين حوالي 34 درجة مئوية (93 فهرنهايت إلى 38 درجة مئوية (100 فهرنهايت)، وتترواح الحرارة الدنيا بين حوالي 20 درجة مئوية (68 فهرنهايت) إلى 24 درجة مئوية (75 فهرنهايت).

### الحياة البرية
يوجد في أتراكند تنوع نباتي غني. تبلغ مساحتها 34,666 كـم2 (13,385 ميل2) أي 65٪ من إجمالي مساحة الولاية. يتألف الغطاء النباتي في الولاية بشكل أساسي من الأشجار الجبلية والغابات الاستوائية المطيرة. تضم الولاية أنواعًا نباتية نادرة العديد منها محمي. من بين المتنزهات الوطنية في أتراكند منتزه جيم كوربيت الوطني، أقدم حديقة وطنية في الهند، في منطقة ناينيتال وبوري جارهوال وكذلك منتزه وادي الزهور الوطني ومنتزه ناندا ديفي الوطني في منطقة شامولي وهما أحد مواقع التراث العالمي لليونسكو. يوجد في الوادي أنواع نباتية مهددة بالانقراض منها أنواع غير موجودة إلا بها. ومن المحميات الأخرى حديقة راجاجي الوطنية في هاريدوار ومنطقة دهرادون وبوري جرهوال وحديقة جوفيند باشو فيهار الوطنية وحديقة جانجوتري الوطنية في منطقة أوتاركاشي.
يوجد في تلال الولاية النمر البنغالي والفهد وقد تتجول أيضًا في أدغال الأراضي المنخفضة. أما الثدييات الأخرى فيوجد أربعة أنواع من الغزلان (منتجق وصمبر وhog وأيل أرقط) ودب كسلان ودب بني ودب أسود آسيوي ونمس رمادي هندي وقضاعة وخز أصفر الحلق وضأن أزرق وIndian pangolins وكولبساوات ومكاك ريسوسي. مكن مشاهدة قطعان من الأفيال في الصيف. وقد عثر فيها على تمساح المغر والغريال وزواحف أخرى في المنطقة. أنقذت التماسيح المحلية من الانقراض عبر برامج التربية في الأسر وأُعيد إطلاقها في نهر رامجانجا. عثر فيها على العديد من السلاحف والسلاحف النهرية Indian sawback turtle وbrahminy river turtle وGanges softshell turtle ومن أنواع الفراشات والطيور مثل red helen وgreat eggfly وcommon tiger وpale wanderer وjungle babbler وtawny-bellied babbler وgreat slaty woodpecker ودرة حمراء الصدر وحمام أخضر برتقالي الصدر ووقواق كستنائي الجناح. رُصد إوز الفول المهاجرة النادرة في حديقة جيم كوربيت الوطنية في عام 2011. وهو طائر مهدد بالانقراض شوهد لآخر مرة في عام 1876.
تسود أشجار بلوط حي وشجر الورد والمخروطيات على تلال الولاية. من الأشجار الأخرى الموجودة شورية قاسية وsilk cotton tree وساسم وورس ‏ وسنط كادي وبوهينيا ذات نورة عنقودية ‏ وبوهينيا مبرقشة ‏ وAlbizia chinensis. أظهرت دراسة استغرقت عقدًا من الزمن أجراها البروفيسور شاندرا براكاش كالا أن وادي الزهور فيها 520 نوعًا من النباتات منها 498 نوعًا من النباتات المزهرة، تحتوي الحديقة أيضًا على العديد من الأنواع الطبية مثل Dactylorhiza hatagirea وPicrorhiza kurroa وAconitum violaceum وعقداء عديدة الأزهار وFritillaria roylei وPodophyllum hexandrum.
اندلعت حرائق كبيرة في غابات أتراكند في موسم صيف 2016. نتج عن ذلك خسائر فادحة في موارد الغابات تقدر بمليارات الروبيات وأسفرت عن وفاة سبعة أشخاص ومئات الحيوانات البرية. تعرضت غابات في منطقة تهري لأضرار جسيمة في حرائق غابات 2021.

تحظى العديد من النباتات المحلية بأهمية طبية كبيرة. يعمل معهد أبحاث وتطوير الأعشاب الذي تديره الحكومة على إجراء البحوث والمساعدة في الحفاظ على الأعشاب الطبية الغنية في المنطقة. يستخدم المعالجون التقليديون المحليون هذه الأعشاب على طريقة الأيورفيدا القديمة في علاج الأمراض.

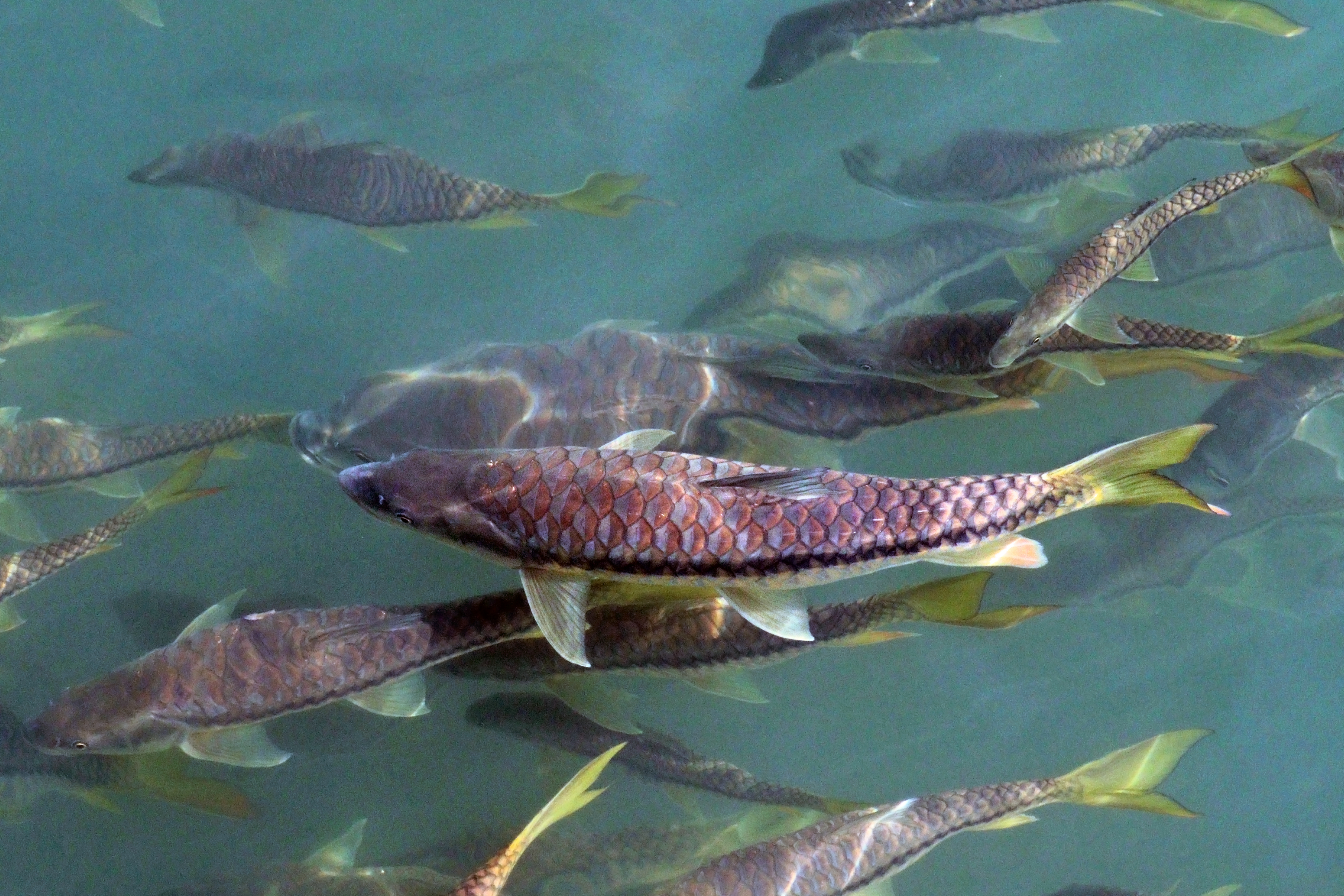
مهاشر الهمالايا
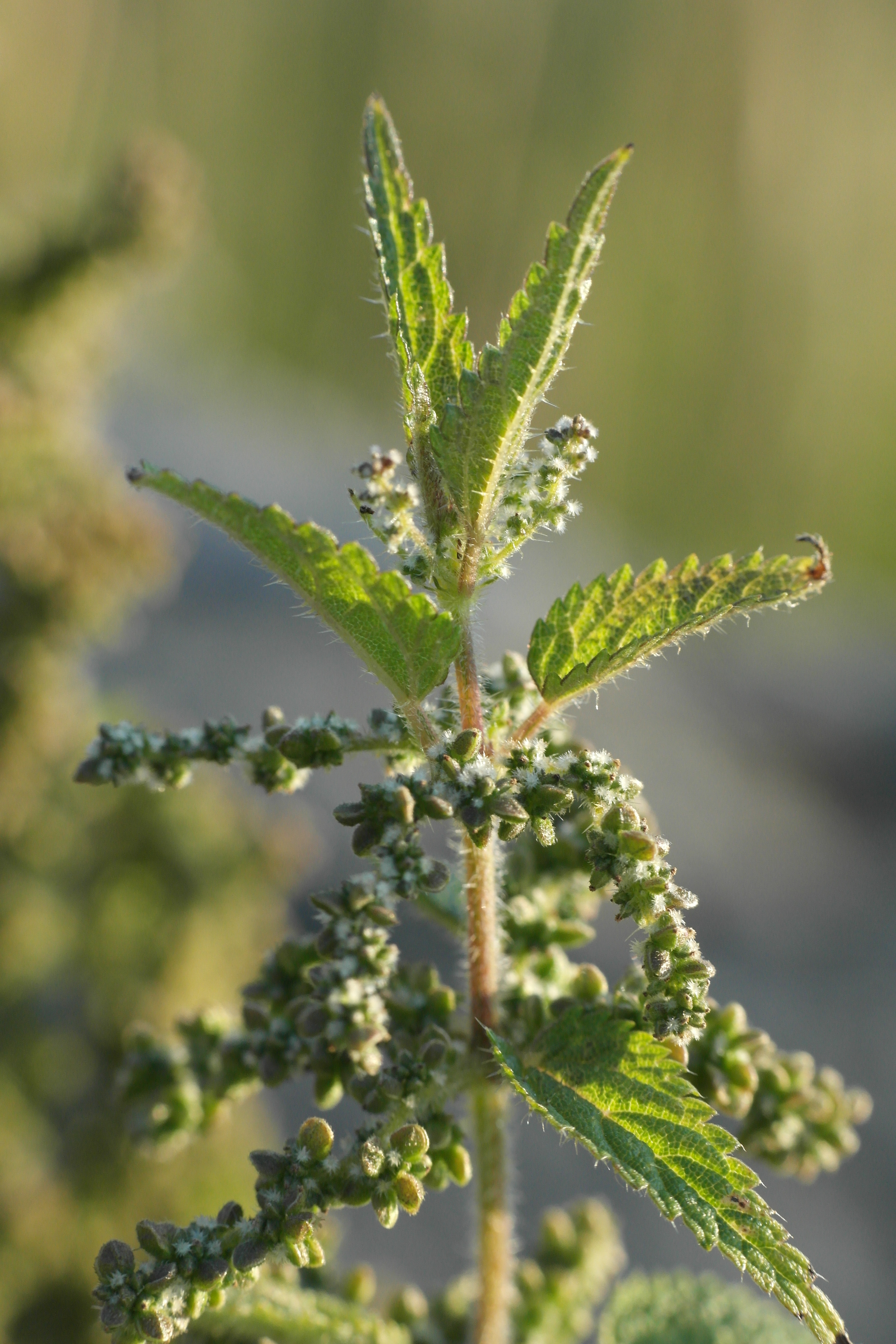
قراص كبير
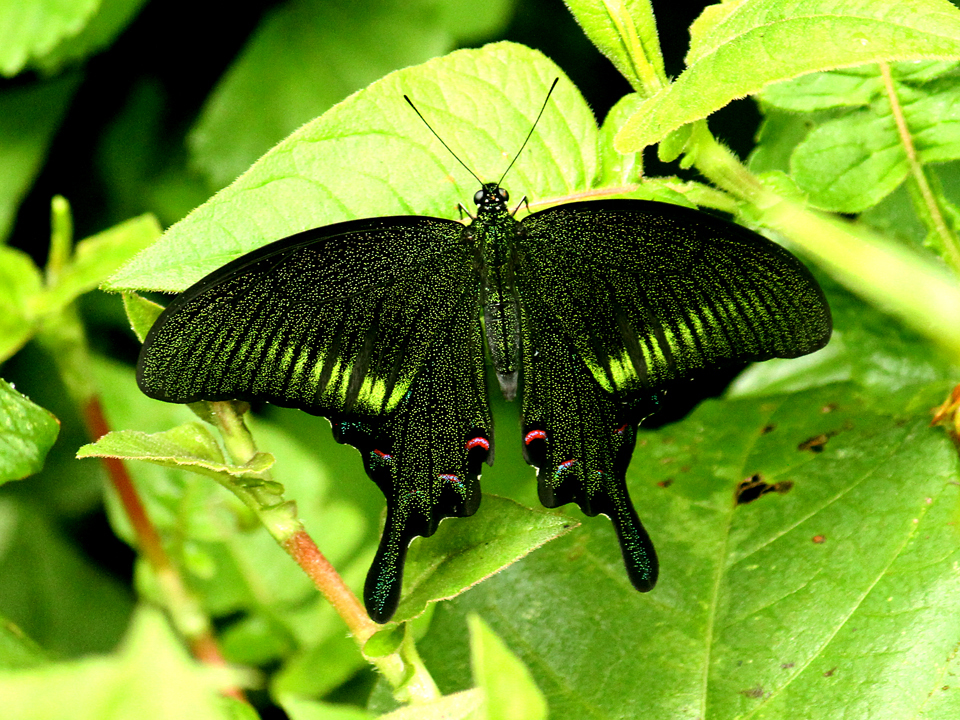
West Himalayan Common Peacock
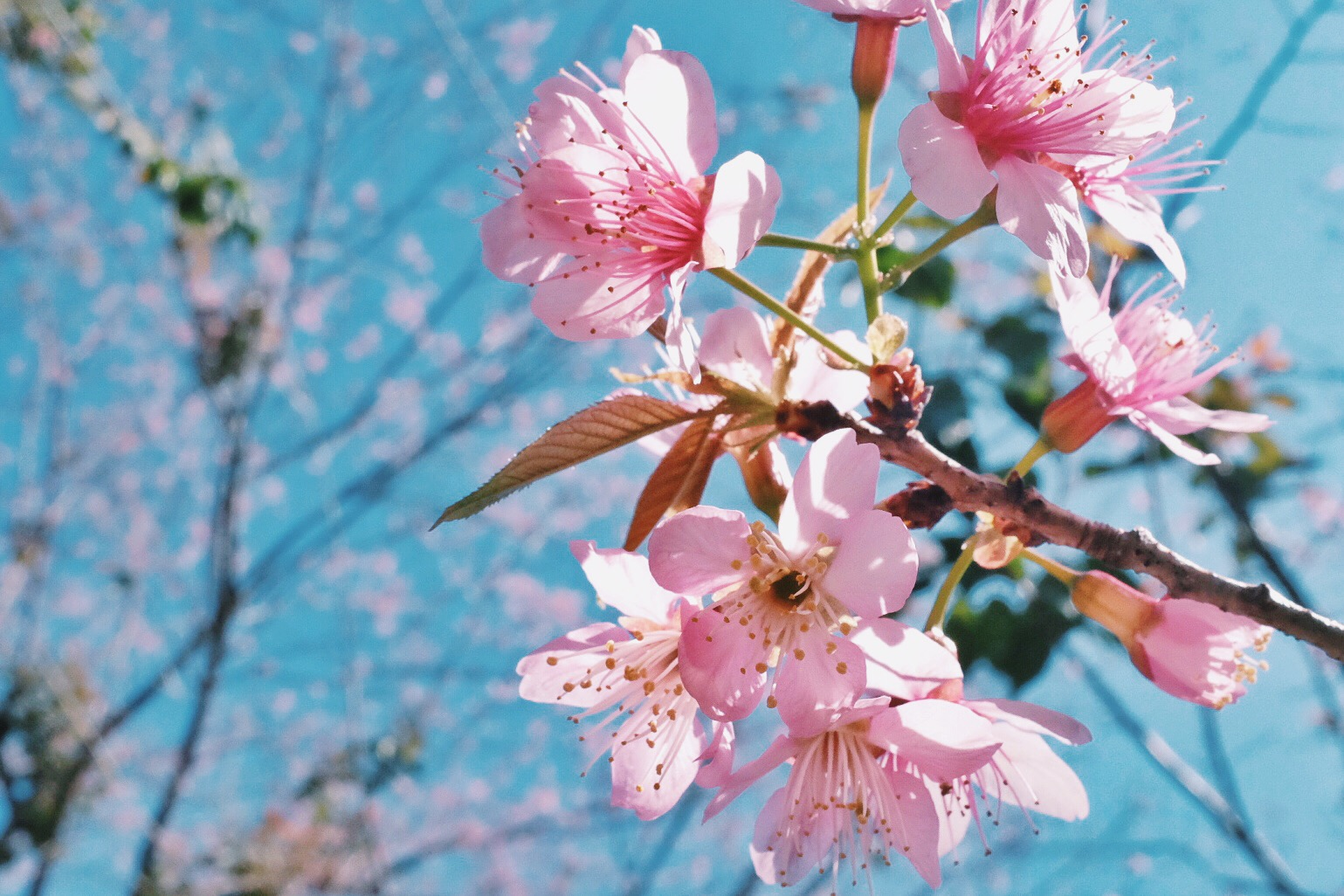
Paiyya
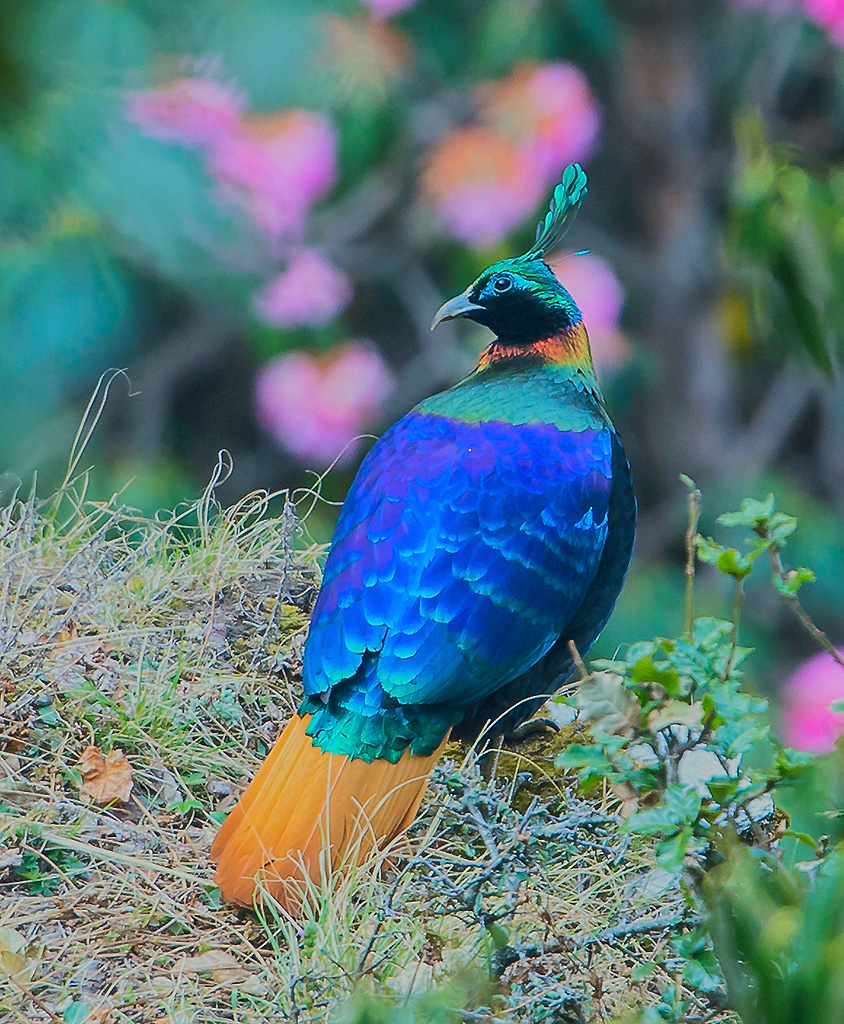
حنقط بهي

## السكان
يُعرف سكان أتراكند الأصليون باسم أوتاراكاندي، ويحدد الاسم أحيانا بغارهوالي أو كوماوني على حسب هم من أي منطقتي غارهوال أو كومون. بلغ عدد سكان أتراكند 10,086,292 نسمة منهم 5,137,773 ذكور و4,948,519 إناث ويعيش 69.77% منهم في الريف في تعداد 2011. تحتل الولاية المرتبة العشرين من حيث عدد السكان في البلاد ويشكل سكانها 0.83% من سكان الهند يعيشون على 1.63% من مساحتها. تبلغ الكثافة السكانية للولاية 189 شخصًا لكل كيلومتر مربع بمعدل نمو 18.81% في عقد 2001 إلى 2011. نسبة الجنس بها هي 963 أنثى لكل 1000 ذكر. معدل المواليد الخام في الولاية هو 18.6 ومعدل الخصوبة الكلي 2.3 ومعدل وفيات الرضع في الولاية هو 43 ومعدل وفيات الأمهات 188 ومعدل الوفيات الخام 6.6.

### الأعراق
تتنوع الأعراق في أتراكند نسبة كبيرة منهم حوالي 35% منهم من الراجبوت (المعروفين أيضًا بثاكور) المنحدرين من عشائر مختلفة من حكام الأراضي السابقين وأحفادهم. ذُكر في دراسة أجراها مركز دراسة المجتمعات النامية عام 2007 أن في أتراكند أعلى نسبة من البراهمة من أي ولاية هندية أخرى فيشكلون نحو 20% من السكان. وهي واحدة من الولايات الهندية القليلة التي تشكل فيها الطبقة العليا التاريخية جزءًا كبيرًا من السكان.
يُصنف 18.3% من السكان أنهم من الفئات المتخلفة الأخرى. و18.76% من الطوائف المجدولة وهي الطبقات الدنيا في النظام الطبقي التقليدي بالهند. تشكل القبائل المجدولة كالجونساري والبهوتيا والثارو والبوكسا والراجي والجاد والبانراوات 2.89% من السكان. هناك أيضًا العديد من المجموعات القبلية غير المجدولة مثل الشوكا والجورجار.
أديان أوتاراخند (2011)

### الدين
أكثر من أربعة أخماس سكان الولاية من الهندوس. وأكبر أقلية بها هم المسلمون يليهم السيخ والمسيحيون والبوذيون والجاينيون. تقريباً جميع سكان مناطق التلال من الهندوس بينما في مناطق السهول أقلية كبيرة من المسلمين والسيخ.

### اللغات
اللغة الهندية هي اللغة الرسمية لأتراكند ويتحدث بها 43% من السكان في تعداد عام 2011، ويتركز متحدثوها بشكل أساسي في الجنوب وتُستخدم لغة مشتركة في جميع أنحاء الولاية.
اللغات الإقليمية الرئيسية فيها هي الغارهوالية التي يتحدث بها 23% من السكان معظمهم في النصف الغربي من الولاية، والكوماونية التي يتحدث بها 20% في النصف الشرقي، والجونسارية التي يتحدث بها 1.3% من السكان ويتركز متحدثوها في منطقة دهرادون بالجنوب الغربي. ترتبط هذه اللغات الثلاث ارتباطاً وثيقاً فالغاروهولية والكوماونية من اللغات البهارية الوسطى. وقد شهدت هذه اللغات جهود للحفظ في الربع الأخير من القرن العشرين، بسبب ترك هذه اللغات والاتجاه للهندية الللغة الرسمية للولاية.
جميع اللغات المذكورة حتى الآن تنتمي إلى عائلة اللغات الهندية الآرية. باستثناء بعض لغات الأقليات الهندية الآرية الأخرى مثل بوكسا ثارو ورنا ثارو (الموجودة في منطقة أدهام سينغ ناجار الجنوبية الشرقية) وماهاسو باهاري (في أوتاركاشي الشمالية الغربية) ودوتيلي. في الولاية أيضًا عدة لغات صينية تبتية محلية يُتحدث بها السكان في شمال الولاية، منها جاد (في منطقة أوتاركاشي) ورونجبو (من منطقة شامولي) وعدة لغات في منطقة بيثوراغاره الشمالية الشرقية مثل: بيانجسي وتشودانغسي ودارميا وراجي وراوات. انقرضت إحدى هذه اللغات وهي لغة رانجا في منتصف القرن العشرين. وتوجد لغتان غير محليتان هما: كولونغ (النيبالية) والتبتية.
أعلنت حكومة حزب بهاراتيا جاناتا اللغة السنسكريتية، اللغة الكلاسيكية الهندية، لغة رسمية ثانية للولاية لارتباطها التاريخي بالمنطقة. كما يوجد عدد كبير من المتحدثين باللغات الرئيسية الأخرى في الهند مثل: الأردية (4.2%) والبنجابية (2.6%) وتوجدان خاصة في المقاطعات الجنوبية، والبنغالية (1.5%) والبوجبورية (0.95%) وتوجدان خاصة في مقاطعة أدهام سينغ ناجار الجنوبية شرقية، والنيبالية (1.1%) التي تنتشر في جميع أنحاء الولاية وخاصة في دهرادون وأوتاركاشي.
| عدد المتحدثين باللغات المختلفة في تعداد 2011. | عدد المتحدثين باللغات المختلفة في تعداد 2011. | عدد المتحدثين باللغات المختلفة في تعداد 2011. | عدد المتحدثين باللغات المختلفة في تعداد 2011. |
| رمز اللغة                                     | اللغة                                         | المتحدثين                                     | النسبة                                        |
| --------------------------------------------- | --------------------------------------------- | --------------------------------------------- | --------------------------------------------- |
| 002007                                        | اللغة البنغالية                               | 150,893                                       | 1.5%                                          |
| 006102                                        | اللغة البوجبورية                              | 95,330                                        | 0.9%                                          |
| 006195                                        | Garhwali                                      | 2,322,406                                     | 23.0%                                         |
| 006240                                        | اللغة الهندية                                 | 4,373,951                                     | 43.4%                                         |
| 006265                                        | Jaunsari                                      | 135,698                                       | 1.3%                                          |
| 006340                                        | Kumaoni                                       | 2,011,286                                     | 19.9%                                         |
| 006439                                        | Pahari                                        | 16,984                                        | 0.2%                                          |
| 010014                                        | Tharu                                         | 48,286                                        | 0.5%                                          |
| 013071                                        | اللغة المراثية                                | 5,989                                         | 0.1%                                          |
| 014011                                        | اللغة النيبالية                               | 106,394                                       | 1.1%                                          |
| 016038                                        | اللغة البنجابية                               | 263,258                                       | 2.6%                                          |
| 022015                                        | اللغة الأردية                                 | 425,461                                       | 4.2%                                          |
| 031001                                        | Bhoti                                         | 9,207                                         | 0.1%                                          |
| 046003                                        | Halam                                         | 5,995                                         | 0.1%                                          |
| 053005                                        | اللغة الكجرية                                 | 9,470                                         | 0.1%                                          |
| 115008                                        | اللغة التبتية                                 | 10,125                                        | 0.1%                                          |
| –                                             | لغات الهند                                    | 95,559                                        | 0.9%                                          |
| المجموع                                       | المجموع                                       | 10,086,292                                    | 100.0%                                        |

## الحكومة والإدارة
نظام الحكم بالولاية هو نظام برلماني ديمقراطي تمثيلي مثل باقي الولايات الهندية. تتألف الجمعية التشريعية للولاية من مجلس واحد يضم 70 عضوًا يُنتخبون لمدة خمس سنوات. يرأس اجتماعات الجمعية رئيس المجلس أو نائبه في حال غيابه. يُعين حاكم أتراكند مجلس الوزراء بناءً على توصية رئيس وزراء أتراكند ويُقدم التقارير إلى الجمعية التشريعية. يقود المعارضة بالجمعية زعيم المعارضة. يمثل الولاية خمسة مقاعد في لوك سابها مجلس النواب في البرلمان الهندي، وثلاثة مقاعد في راجيا سابها مجلس الشيوخ.
الحاكم هو الرئيس الدستوري للولاية ويُعينه رئيس الهند لمدة خمس سنوات. يُعين الحاكم زعيم الحزب أو الائتلاف الحاصل على الأغلبية في الجمعية التشريعية رئيسًا للوزراء ويُعين مجلس الوزراء بناءً على توصية رئيس الوزراء. لكن الحاكم هو رئيس شرفي للولاية وتضع السلطات التنفيذية على عاتق رئيس الوزراء ومجلسه مسؤولية الإدارة اليومية للحكومة. الأمانة العامة برئاسة الأمين العام تساعد مجلس الوزراء، السكرتير الأول هو الرئيس الإداري للحكومة. يرأس كل إدارة حكومية وزير يساعده سكرتير أول إضافي أو سكرتير رئيسي وعادة ما يكون موظفًا في الخدمة الإدارية الهندية.
تتألف السلطة القضائية في الولاية من محكمة أتراكند العليا في ناينيتال ومحاكم المقاطعات ومحاكم الجلسات في كل مقاطعة والمحاكم الدنيا على مستوى التحصيل. يُعين رئيس الهند رئيس قضاة المحكمة العليا في الولاية بمشورة رئيس قضاة المحكمة العليا الهندية وحاكم أتراكند. الخدمة القضائية الفرعية المقسمة إلى قسمين هما الخدمات القضائية المدنية والخدمة القضائية العليا. تتكون الدوائر القضائية المدنية في الولاية من القضاة المدنيين (الشعبة الصغرى) والقضاة القضائيين والقضاة المدنيين (الشعبة العليا) ورئيس القضاة القضائيين، بينما تتألف الدائرة القضائية العليا فيها من قضاة مدنيين وقضاة جلسات.
يهيمن على سياسة الولاية حزب المؤتمر الوطني الهندي وحزب بهاراتيا جاناتا، على ظهور الحزب السياسي الإقليمي كرانتي دال قبل تأسيس الولاية إلا أنه لم يحكم الولاية.

### التقسيمات الإدارية

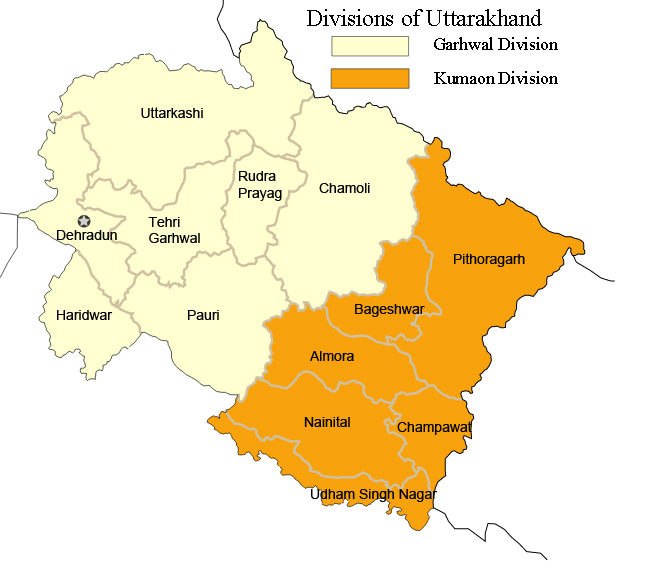
كومون وغارهوال في أترنجل

تنقسم الولاية إلى 13 مقاطعة تحت قسمين رئيسيين هما كومون وغارهوال ويتولى إدارة كل مقاطعة مفوض. أعلن رئيس وزراء أتراكند راميش بوخريال في 15 أغسطس 2011 عن إنشاء أربع مناطق جديدة باسماء بديديهات وكوتدوار ورانيخيت ويامونوتري لكنها لم تُشكل بعد رسميًا. ذكر في تعداد عام 2011 أن منطقتي دهرادون وأدهام سينغ نجر هما الأكثر كثافة سكانية بتعداد سكاني يتجاوز المليون نسمة في كل منهما.
| المناطق         | المقاطعات       | السكان (تعداد 2011) |
| --------------- | --------------- | ------------------- |
| تقسيم جرهوال ‏   | شامولي          | 391,605             |
| تقسيم جرهوال ‏   | منطقة دهرادون   | 1,696,694           |
| تقسيم جرهوال ‏   | بوري جرهوال     | 687,271             |
| تقسيم جرهوال ‏   | منطقة رودربرياج | 242,285             |
| تقسيم جرهوال ‏   | تيهري جروال     | 618,931             |
| تقسيم جرهوال ‏   | منطقة اوتراكشي  | 330,086             |
| تقسيم جرهوال ‏   | منطقة هاريدوار  | 622,506             |
| المجموع         | 4,589,378       | 4,589,378           |
| Kumaon division | منطقة المورا    | 1,890,422           |
| Kumaon division | منطقة باجشاور   | 259,898             |
| Kumaon division | منطقة شامبوات   | 259,648             |
| Kumaon division | منطقة ناينيتال  | 954,605             |
| Kumaon division | منطقة بيتورجره  | 483,439             |
| Kumaon division | اودهام سينغ نجر | 1,648,902           |
| المجموع         | 5,496,914       | 5,496,914           |
| مجموع الولاية   | 10,086,292      | 10,086,292          |

## الاقتصاد
| لمحة عن اقتصاد الولاية بالكورو روبية هندية |             |
| المؤشرات (2012)                            | روبية هندية |
| الناتج المحلي الإجمالي (الحالي)            | 95,201      |
| نصيب الفرد من الناتج المحلي الإجمالي       | 103,000     |

اقتصاد الولاية هو ثاني أسرع اقتصاد نمو في الهند. ارتفع الناتج المحلي الإجمالي للولاية بأكثر من الضعف من 24,786 كرور روبية في السنة المالية 2005 إلى 60,898 كرور روبية في السنة المالية 2012. وقد شهد الناتج المحلي الإجمالي الحقيقي نموًا بنسبة 13.7% (معدل نمو سنوي مركب) خلال الفترة المالية من 2005 إلى 2012. يساهم قطاع الخدمات بأكثر من 50% في الناتج المحلي الإجمالي للولاية في السنة المالية 2012. بلغ نصيب الفرد من الدخل في أترنجل 198,738 روبية هندية للسنة المالية 2018-2019 وهو أعلى من المتوسط الوطني البالغ 126,406 روبية هندية. بلغ إجمالي الاستثمار الأجنبي المباشر في الولاية من أبريل 2000 حتى أكتوبر 2009 ما قيمته 46.7 مليون دولار أمريكي كما ذكر بنك الاحتياطي الهندي.
تُعتبر الزراعة من أهم القطاعات الاقتصادية في الولاية مثل معظم الولايات الهندية. المحاصيل الأكثر شيوعًا هي الأرز البسمتي والقمح وفول الصويا والفول السوداني والبقول والبذور الزيتية. كما تُزع الفواكه مثل التفاح والبرتقال والكمثرى والخوخ والليتشي والخوخ بكثرة. أنتجت الولاية 831 ألف طن قمح و610 ألف طن أرز و5058 ألف طن قصب السكر، المحصول النقدي الرئيسي للولاية، في عام 2010. 86٪ من أراضي الولاية الزراعية في السهول والبقية في التلال. يزرع في الولاية أيضا الساذج الهندي المعروف بنكهتها المميزة.
القطاعات الرئيسية الأخرى هي السياحة والطاقة الكهرومائية وقطاعات واعدة مثل تكنولوجيا المعلومات والصناعات التحويلية المتكاملة والتكنولوجيا الحيوية والمستحضرات الصيدلانية وصناعة السيارات. يركز قطاع الخدمات على السياحة وتكنولوجيا المعلومات والتعليم العالي والخدمات المصرفية. تمكنت الدولة من تطوير ثلاث مدن صناعية متكاملة في هاريدوار وبانتناجار وسيتارجانج في فترة 2005-2006، بالإضافة إلى فارما سيتي في سيلاكوي وحديقة تكنولوجيا المعلومات في ساهاسترادارا (دهرادون) ومركز نمو في سيغادي (كوتدوار). كما طور عشرين قطاعًا صناعيًا في إطار شراكة بين القطاعين العام والخاص في الولاية في عام 2006.

## النقل
يوجد في الولاية 2,683 كيلومتر (1,667 ميل) من الطرق منها 1,328 كيلومتر (825 ميل) من الطرق السريعة الوطنية و1,543 كيلومتر (959 ميل) من الطرق السريعة للولاية. تضم الولاية 14 طريقًا سريعًا وطنيًا نسبتها 2.2% من إجمالي طول الطرق السريعة الوطنية في الهند. تأسست شركة نقل أتراكند في 31 أكتوبر 2003 بعد إعادة تنظيم شركة النقل البري الحكومية وتربط مدن الولاية ببعضها البعض وتربطها بالولايات المجاورة. وهي الوسيلة الأكثر شيوعًا وبأسعار معقولة للنقل في الولاية، تدير الشركة حوالي 1000 حافلة على 35 مسارًا في عام 2012. كما يوجد مشغلو نقل خاصون يديرون حوالي 3000 حافلة على الولاية بالإضافة إلى بعض الطرق بين الولايات.
السكك الحديدية محدودة جدًا في الولاية وتقتصر بشكل كبير على السهول بسبب أن أغلب الولاية جبلية. في عام 2011، كان الطول الإجمالي لخطوط السكك الحديدية في الولاية في عام 2011 حوالي 345 كيلومتر (214 ميل). تقع أهم محطة سكة حديد في كاثغودام وهي المحطة الأخيرة لخط القياس العريض للسكك الحديدية الشمالية الشرقية الذي يربط ناينيتال بدلهي ودهرادون وهوراه. ومن المحطات البارزة الأخرى في الولاية محطات بانتناغار ولالكوان وهالدواني. تعتبر محطة سكة حديد دهرادون أساس سكة حديد للسكك الحديدية الشمالية.
يوجد في الولاية مطاران رئيسان هما مطار جولي جرانت في دهرادون ومطار بانتناجار في بانتناجار. يعد مطار جولي جرانت الأكثر ازدحامًا في الولاية مع ست رحلات يومية إلى دلهي. أما مطار بانتناجار في منطقة كومون ففيه رحلة ذهاب وعودة يومية إلى دلهي. اقترحت الدولة إنشاء مطار نايني سايني في بيثوراغاره ومطار بهاركوت في تشينياليسور بمنطقة أوتاركاشي ومطار غوشار في غوشار بمنطقة شامولي.

## الثقافة

### الرقصات والموسيقى
من أشهر رقصات الولاية Langvir Nritya هو رقص للذكور يشبه الجمباز ورقصة بردى ناتي الشعبية التي تمارس خلال بعض المهرجانات الدينية، وهوركا بول وجورا شانشري وتشابيلي وثاديا وجومايلا وبانداف وشوفولا وتشوليا.
الموسيقى جزء لا يتجزأ من ثقافة الولاية. وبها أنواع أغاني شعبية مانجال وباسانتي وخودر وتشوباتي. تعزف هذه الأغاني الشعبية على آلات مثل دول وداماو وتوري ورانسينغها ودهولكي ودور وثالي وبهانكورا وماندان ومشاكباجا. تشتهر أغنية "بدو باكو بارو ماسا" الشعبية على المستوى الدولي. وهي بمثابة النشيد الثقافي لشعب الولاية.

### المهرجانات
أدرجت مهرجانات كومبه ميلا في هاريدوار ورامليلا ورامان جارهوال وتقاليد الترانيم الفيدية واليوغا ضمن قائمة التراث الثقافي غير المادي لليونسكو. من أشهر المهرجانات:
- Almora Dussehra هو نسخة إقليمية من Dussehra يعود تاريخه إلى عام 1936. يتميز هذا الاحتفال بحرق خمسة عشر دمية فريدة تمثل كل منها عضوًا من أفراد عائلة رافانا الشرير الأسطوري في الهندوسية. الدمى مزينة بشكل معقد ومصممة ببراعة. يعقد المهرجان في جميع أنحاء مدينة المورا قبل أن تحرق في النهاية في اعتقادهم كرمز لانتصار الخير على الشر.[86]
- كومبه ميلا في هاريدوار وهو أحد مواقع الحج الرئيسية الهندوسية. تُعد هاريدوار واحدة من الأماكن الأربعة في الهند التي تستضيف هذا المهرجان. استضافت هاريدوار مؤخرًا بورنا كومبه ميلا من ماكار سانكرانتي في 14 يناير 2010 إلى فايشاخ بورنيما سنان في 28 أبريل 2010 وانضم فيه مئات الأجانب إلى الحجاج الهنود في هذا المهرجان الذي يُعتبر أكبر تجمع ديني في العالم.[87]
- هاريلا هو مهرجان كوماوني يُعتقد أنه يعود إلى السكان الأصليين. تُزرع الحبوب التي تُزرع خلال موسم الأمطار مثل الأرز والذرة والأوراد. تصنع أصنام هاراكالي ماهوتساف وغوري ماهيشوار وغانيشا وكاركيتكيا من الطين وتُزين بالألوان وتُعبد بمختلف الفواكه والزهور والأطباق والحلويات على سرير من الخضرة ليلة شهر سانات. الأخوات وبنات الزوج يضعن تيلاك ويضعن هاريلا على رؤوسهن ويُقدم لهن الهدايا.[88]

## السياحة

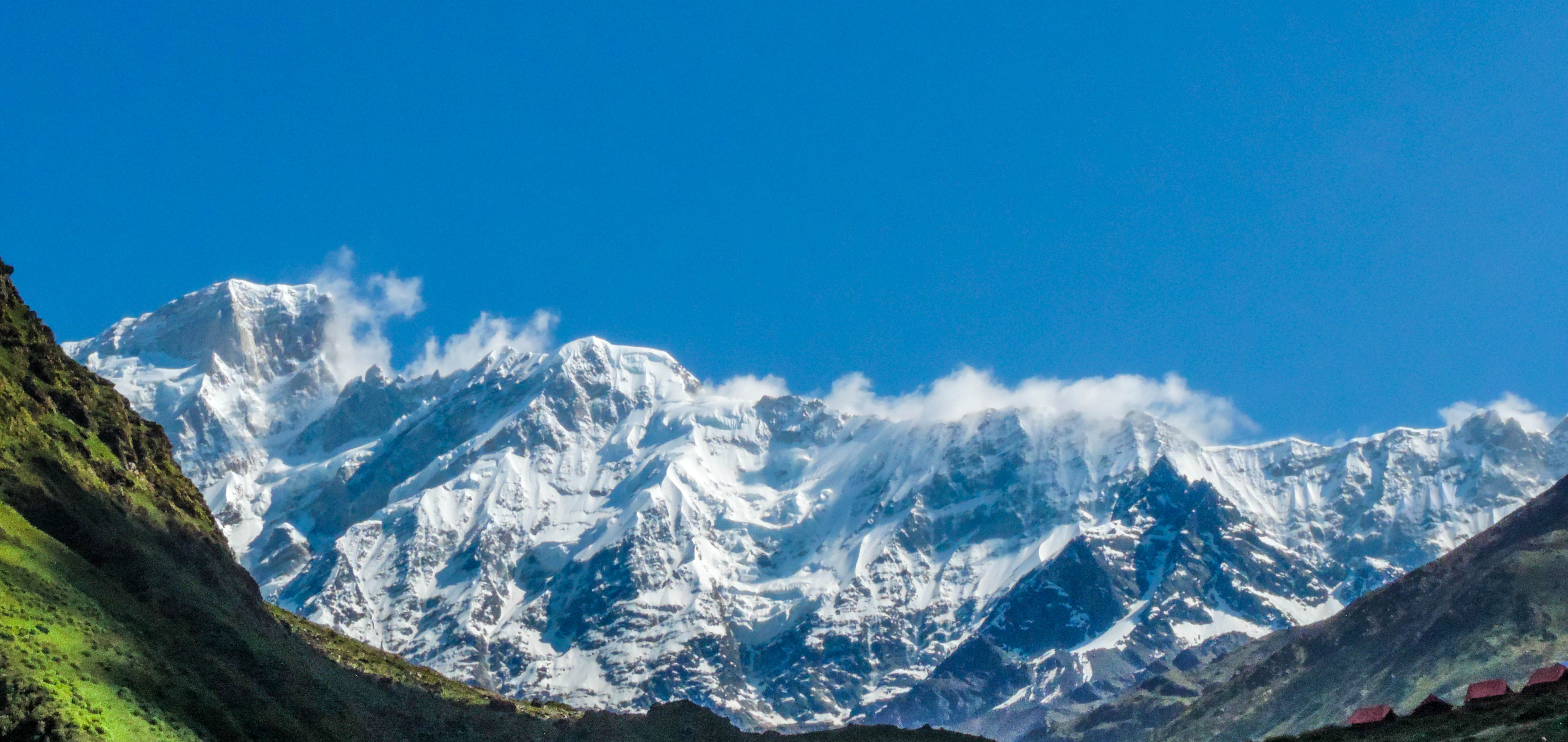
سلسلة جبال جارهوال في الهيمالايا بكيدارناث، أتراكند

يوجد بالولاية العديد من المعالم السياحية لموقعها في جبال الهيمالايا. تشمل هذه المعالم العديد من المعابد القديمة والغابات والمتنزهات الوطنية ووقمم الجبال التي تستقطب أعدادًا كبيرة من السياح. تضم الولاية 44 معلمًا محميًا وطنيًا. مدرسة أوك جروف مدرجة ضمن القائمة المؤقتة لمواقع التراث العالمي.
عرفت الولاية باسمـ"أرض الآلهة" لأن فيها بعضاً من أقدس المزارات الهندوسية. تعرف ريشيكيش، المجاورة لهاريدوار، كونها مركز رئيسي لليوغا في الهند. تزخر الولاية بالمعابد والأضرحة الكثير منها للآلهة المحلية أو لشيفا ودورجا، وأشير إلى العديد منها في النصوص المقدسة والأساطير الهندوسية. يحج السيخ إلى غورودوارا دربار صاحب في دهرادون وغورودوارا هيمكوند صاحب في منطقة شامولي وغورودوارا ناناكماتا صاحب في ناناكماتا وغورودوارا ريثا صاحب في منطقة شامبوات. وقد أثرت البوذية التبتية في المنطقة فيعد دير مايندرولينج وستوبا بوذا في كليمنت تاون بدهرادون الأعلى في العالم.

تضم الولاية 12 متنزهًا وطنيًا ومحميات للحياة البرية تشغل مساحة 13.8% من إجمالي مساحة الولاية وتقع على ارتفاعات تتراوح بين 800 و5400 متر. أشهرها حديقة جيم كوربيت الوطنية أقدم حديقة وطنية في شبه القارة الهندية. من المعالم الأخرى شلالات فاسودارا، الواقعة بالقرب من بادريناث، البالغ ارتفاعها 122 مترًا (400 قدم). لطالما كانت الولاية مقصدًا لهواة تسلق الجبال والمشي لمسافات طويلة وتسلق الصخور في الهند. 

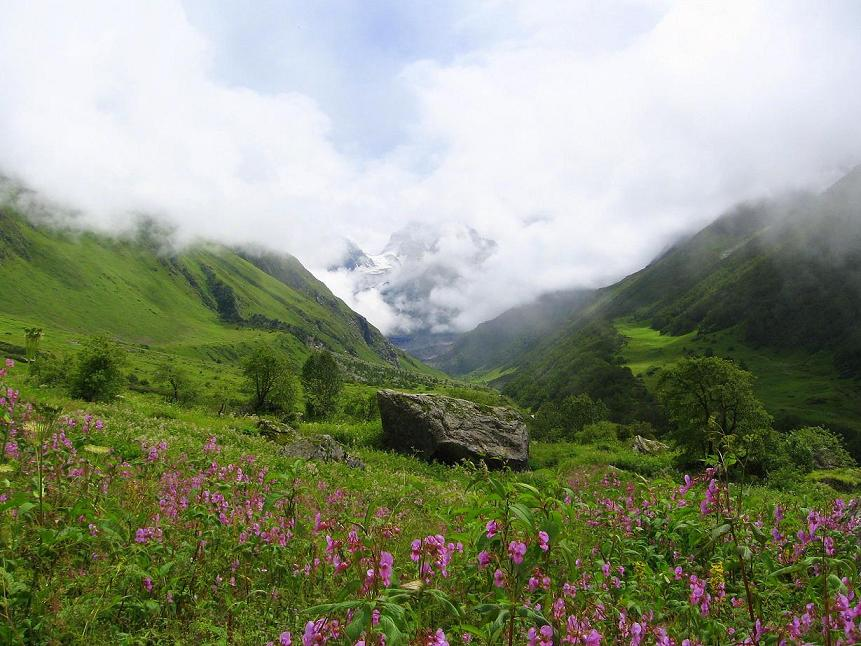
متنزه وادي الزهور
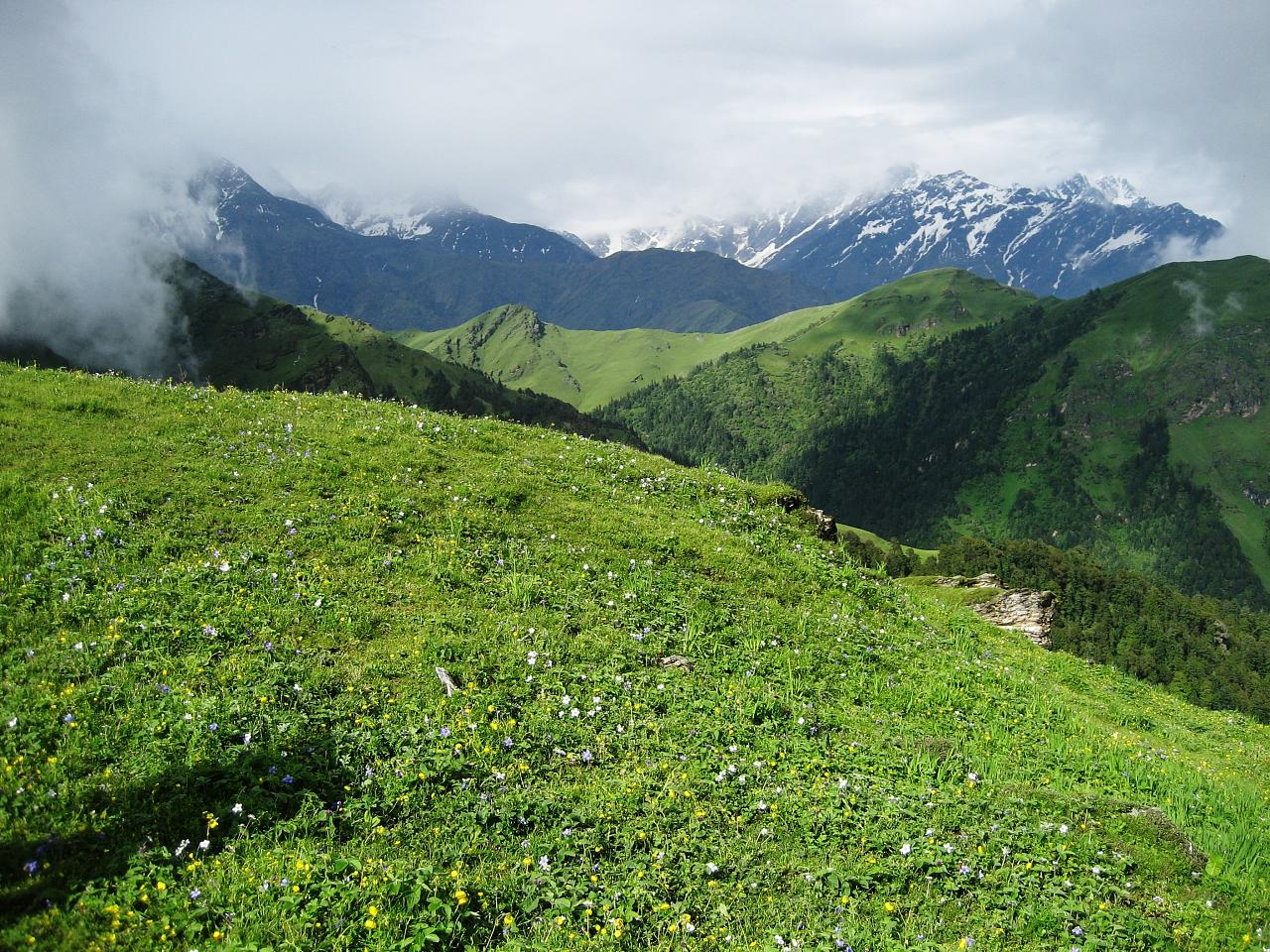
منظر Bugyal
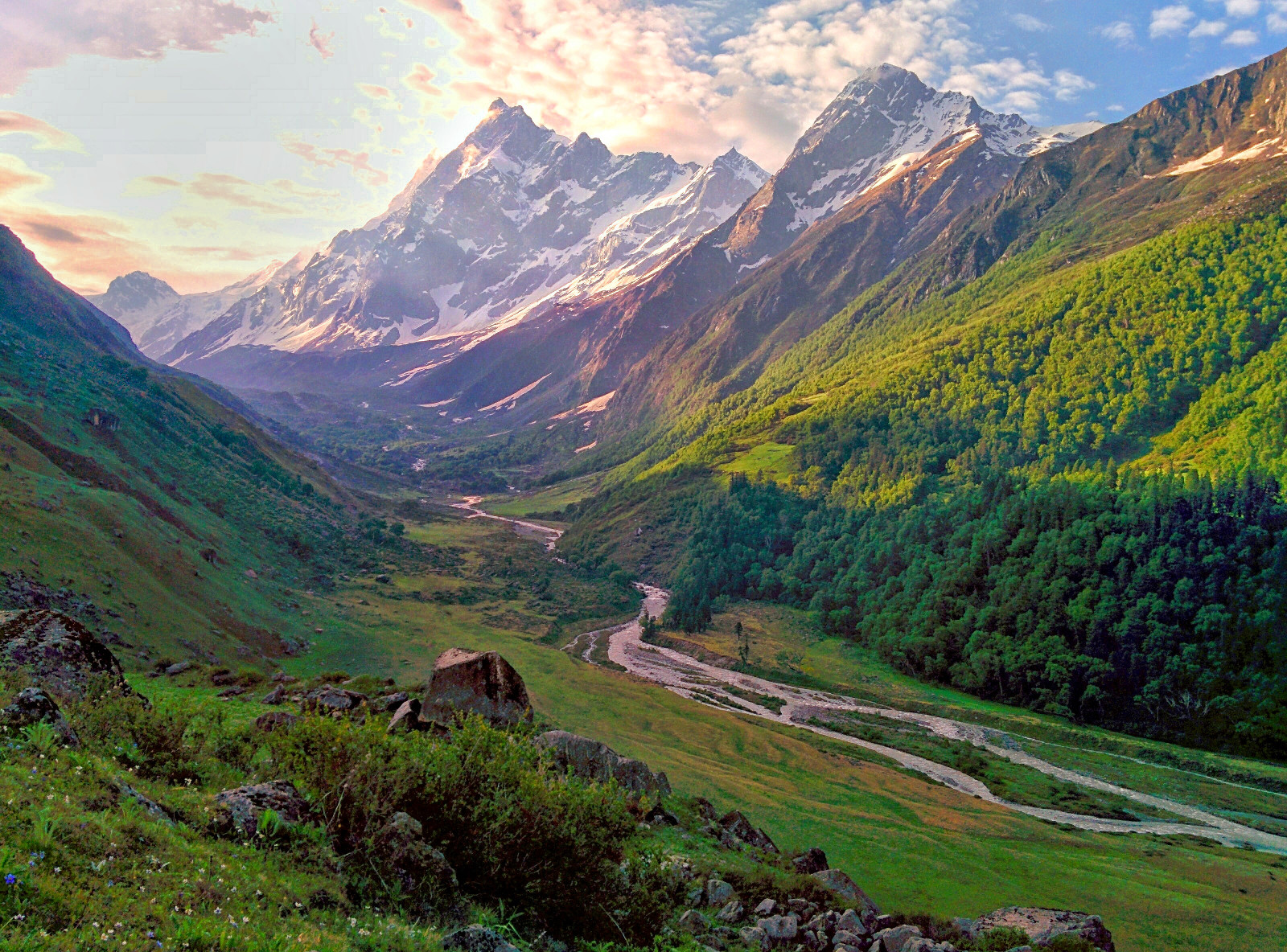
هار كي دون
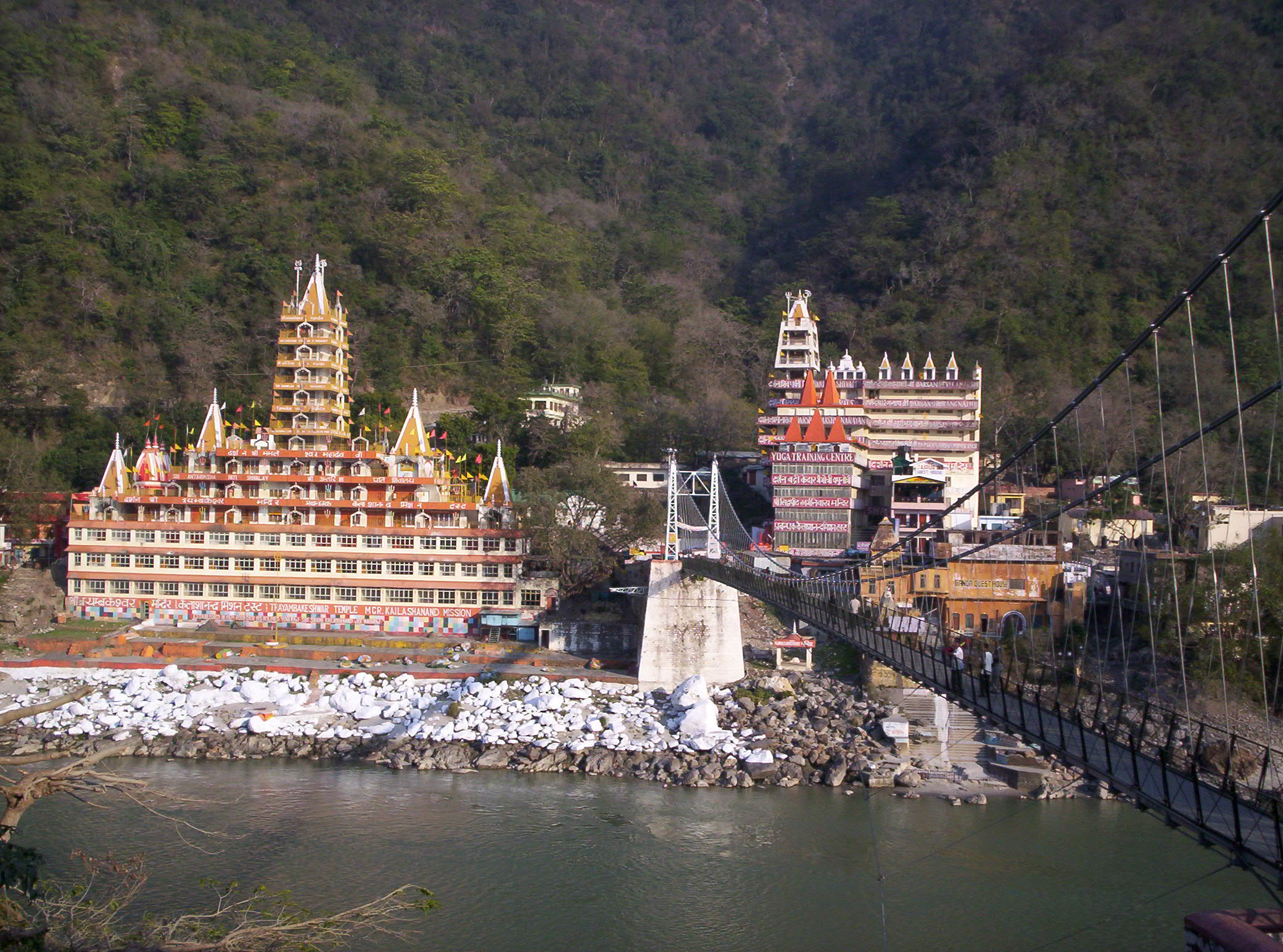
ريشيكيش ومعبد شيفا وجسر Lakshman Jhula على نهر الغانج
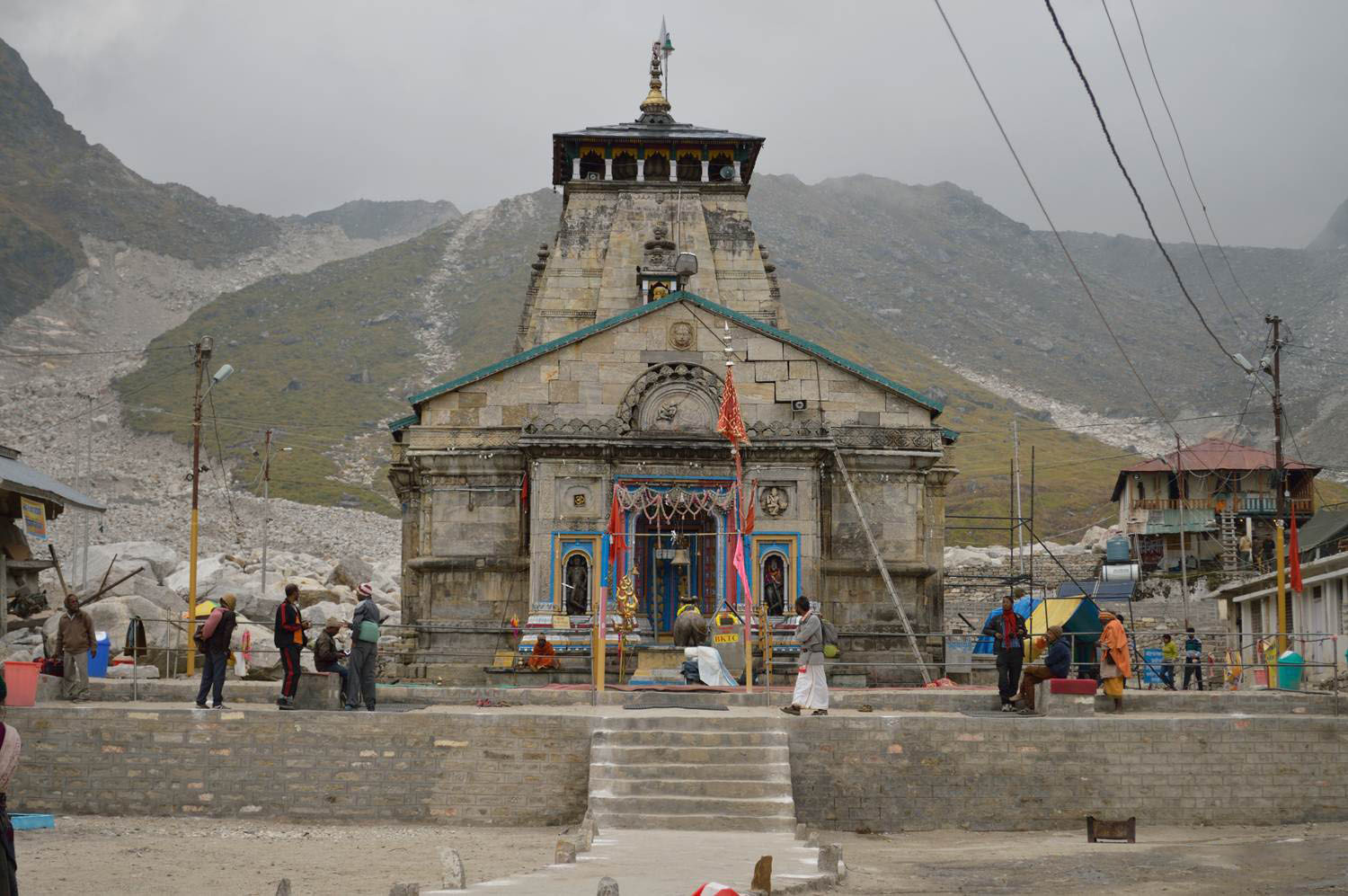
معبد كيدارناث هو واحد من 12 جيوتيرلينجا

## للاستزادة
- Rivett-Carnac، J. H. (1879). Archaeological Notes On Ancient Sculpturings On Rocks in Kumaon, India. Calcutta: G.H. Rouse.
- Upreti، Ganga Dutt (1894). Proverbs & folklore of Kumaon and Garhwal. Lodiana Mission Press.
- Oakley، E. Sherman (1905). Holy Himalaya: The Religion, Traditions and Scenery of Himalayan Province (Kumaon and Garwhal). London: Oliphant Anderson & Ferrier.
- Raja Rudradeva (1910). Haraprasada Shastri (المحرر). Syanika Shastra: A Book on Hawking. Calcutta: Asiatic Society.
- Handa, Umachand (2002). History of Uttaranchal نسخة محفوظة 7 December 2023 على موقع واي باك مشين.. Indus Publishing. (ردمك 81-7387-134-5).
- Husain, Z. (1995). Uttarakhand Movement: The Politics of Identity and Frustration, A Psycho-Analytical Study of the Separate State Movement, 1815–1995. Bareilly: Prakash Book Depot. (ردمك 81-85897-17-4)
- Sharma, D. (1989). Tibeto-Himalayan languages of Uttarakhand. Studies in Tibeto-Himalayan languages, 3. New Delhi, India: Mittal Publications. (ردمك 81-7099-171-4)
- Phonia, Kedar Singh (1987). Uttarakhand: The Land of Jungles, Temples and Snows. New Delhi, India: Lancer Books.
- Mukhopadhyaya, R. (1987). Uttarakhand Movement: A Sociological Analysis. Centre for Himalayan Studies special lecture, 8. Raja Rammohunpur, Distt. Darjeeling: University of North Bengal.
- Thapliyal, Uma Prasad (2005). Uttaranchal: Historical and Cultural Perspectives. B. R. Pub. Corp., (ردمك 81-7646-463-5).
- Negi, Vijaypal Singh, Jawaharnagar, P.O. Agastyamuni, Distt. Rudraprayag, The Great Himalayas  1998,

## روابط خارجية
حكومية
- Uttarakhand Government Portal
- Uttarakhand Tourism

معلومات عامة
- أتراكند على موسوعة بريتانيكا
- Map of Uttarakhand with places of interest and historical attractions, mountainshepherds.com.
- أتراكند على مشروع الدليل المفتوح
- معلومات جغرافية متعلقة بأتراكند على خريطة الشارع المفتوح